# Похороны (оратория)
«Похороны» (баск. Illeta, в современной орфографии Hileta) — элегическая оратория Франсиско Эскудеро для баритона, хора и оркестра. Написана на стихи Шабьера Лисарди в 1952 году и впервые исполнена в 1955 году. В каталоге произведений Эскудеро имеет номер 19.

## Первоисточник
Оратория написана на стихотворение Шабьера Лисарди Biotzean min dut (с баск. — «В моём сердце — боль»; полное название: Biotzean min dut (Illeta-eresi). Amona zanaren eortz-egunean — «В моём сердце — боль (Элегия). В день похорон покойной бабушки»), впервые напечатанное в журнале Euskal esnalea в 1930 году. 
В основе сюжета — традиционные баскские похороны начала XX века.

## История
Во время создания произведения Эскудеро жил в Сараусе — родном городе Лисарди — и выбрал его стихотворение в качестве текста для оратории, несмотря на то, что сам не владел баскским языком. Композитор стремился показать различные проявления баскского национального характера и восприятие смерти, характерное для баскской культуры. В произведении он использовал как народные мотивы (такие, как песня Ahaire zahar huntan), так и элементы григорианского пения. 
В 1953 году Эскудеро стал победителем конкурса, организованного провинциальным советом Гипускоа по случаю столетия со дня смерти Хосе Марии Ипаррагирре. 
Премьера оратории состоялась 12 января 1955 года в театре «Буэнос-Айрес» в Бильбао. Сольную партию исполнил Франсиско Агара. В первом исполнении принимали участие Хоровое общество Бильбао (дирижёр — Модесто Арана) и Муниципальный оркестр Бильбао (дирижёр — Хосе Ивес Лимантур).  
30 июля 1957 года Эскудеро и Ассоциация любителей оперы Бильбао заключили договор, согласно которому композитор передал архиву ассоциации автографы «Похорон» и трёх других произведений за денежное вознаграждение в обмен на продвижение своего творчества. 

## Структура
Произведение состоит из пяти частей: 
| № | Баскское название         | Испанское название    | Русский перевод                                                       |
| - | ------------------------- | --------------------- | --------------------------------------------------------------------- |
| 1 | Guabela                   | Velatorio             | Бдение у гроба                                                        |
| 2 | Eliza bidean              | Camino de la Iglesia  | Путь к церкви                                                         |
| 3 | Illeta                    | En la Iglesia         | Заупокойная месса (баскское название) / В церкви (испанское название) |
| 4 | Kanposantu bidean         | Camino del Cementerio | Путь на кладбище                                                      |
| 5 | Eorzketa eta azken agurra | Sepelio y adiós final | Погребение и последнее прощание                                       |

## Музыкальный язык
В оратории неоднократно повторяются мотив из пяти нот, отражающий влияние григорианского хорала на баскскую народную музыку. Вторая постоянная тема выступает в качестве связующего звена между частями. Эскудеро использует множество изобразительных средств, чтобы передать звон колокола, возвещающий о похоронах, плач, гул похоронной процессии, порывы ветра. 

## Записи
- Elkar, 1984 (46:34). Сантос Ариньо (баритон), хор Orfeón Donostiarra (дирижёр Анчон Айестаран), Симфонический оркестр Страны Басков (дирижёр Одон Алонсо). Переиздания: Elkar, 1996; Egin, 1997.
- Radiotelevisión Española, 1997 (фрагмент 05:25). Альфонсо Эчеверрия (бас), хор Orfeón Donostiarra, Симфонический оркестр Страны Басков (дирижёр Виктор Пабло Перес).
- Marco Polo & Naxos Hispánica, 2002 (58:57). Рикардо Салаберрия (баритон), хор Andra Mari (дирижёр Хосе Мануэль Тифе), Симфонический оркестр Бильбао (дирижёр Хуан Хосе Мена)[7].